# Episodi di Curb Your Enthusiasm (sesta stagione)
La sesta stagione della serie televisiva Curb Your Enthusiasm è stata trasmessa in prima visione negli Stati Uniti dal 9 settembre all'11 novembre 2007 su HBO.
In Italia la stagione è ancora inedita.
| nº | Titolo originale                     | Titolo italiano | Prima TV USA      | Prima TV Italia |
| -- | ------------------------------------ | --------------- | ----------------- | --------------- |
| 1  | Meet the Blacks                      |                 | 9 settembre 2007  |                 |
| 2  | The Anonymous Donor                  |                 | 16 settembre 2007 |                 |
| 3  | The Ida Funkhouser Roadside Memorial |                 | 23 settembre 2007 |                 |
| 4  | The Lefty Call                       |                 | 30 settembre 2007 |                 |
| 5  | The Freak Book                       |                 | 7 ottobre 2007    |                 |
| 6  | The Rat Dog                          |                 | 14 ottobre 2007   |                 |
| 7  | The TiVo Guy                         |                 | 21 ottobre 2007   |                 |
| 8  | The N Word                           |                 | 28 ottobre 2007   |                 |
| 9  | The Therapists                       |                 | 4 novembre 2007   |                 |
| 10 | The Bat Mitzvah                      |                 | 11 novembre 2007  |                 |